# Maria Schug-Kösters
Maria Schug-Kösters (geborene Kösters) (* 24. Februar 1900 in Köln; † 31. August 1975 in München) war eine deutsche Zahnmedizinerin. Als erste Frau in Deutschland erwarb sie 1923 einen Doktorgrad der Zahnmedizin; 1928 war sie als erste Frau in Deutschland sowohl für Zahnmedizin als auch für Medizin approbiert; 1938, wiederum als erste Frau in Deutschland, erhielt sie eine Professur in Zahnmedizin.

## Jugend
Nach der Übersiedlung der Familie von Köln besuchte Kösters die höhere Schule der Englischen Fräulein in Regensburg und legte 1919 dort ihr Abitur ab; in den Jahren 1915 bis 1918 hatte sie das Realgymnasium in München besucht.

## Studium und akademische Laufbahn
Nach dem Abitur studierte Kösters zunächst zwei Semester lang Medizin, danach Zahnmedizin. Nach zwei Jahren wechselte sie von der Westfälischen Wilhelms-Universität Münster an die Ludwig-Maximilians-Universität München, wo sie 1923 die Prüfung zur Zahnärztin ablegte und – mit einer von Max Borst betreuten Arbeit zur Steinbildung bei Kindern – als erste Frau in Deutschland zum Doktor der Zahnmedizin promovierte. Nach Wiederaufnahme und Abschluss ihres Medizinstudiums war sie 1927 die erste Frau in Deutschland mit sowohl ärztlicher als auch zahnärztlicher Approbation. Den medizinischen Doktorgrad erlangte sie 1928 mit Untersuchungen zur Zahnkaries bei Leo von Zumbusch. Den Doktorgrad der Zahnmedizin hatte Kösters also mit einer humanmedizinischen, den der Humanmedizin mit einer zahnmedizinischen Arbeit erlangt. Nach ihrer Assistenzzeit an der Münchner Zahnklinik bei Peter Paul Kranz habilitierte sie sich mit einer Schrift zur Schädelmessung mittels Röntgen-Stereogrammetrie.
Obwohl sie ab 1935 zeitweise eine Praxis in der Münchener Maximilianstraße unterhielt, verblieb Kösters als Dozentin an der Universität München: 1938 wurde sie zur außerordentlichen Professorin, 1939 zur beamteten außerordentlichen Professorin ernannt – als erste Frau in ihrem Fach und in der Zeit der nationalsozialistischen Diktatur, in der der Frau in erster Linie die Rolle als Hausfrau und Mutter zugedacht war, besonders bemerkenswert. In der Beurteilung durch die Dozentenschaft, die der Ernennung vorausging, wurde Kösters als „sicher keine Gegnerin des Dritten Reiches“ und „politisch als indifferent“ bezeichnet.
Nach dem Zweiten Weltkrieg war Schug-Kösters 1947 kommissarisch mit der Leitung der Münchner Zahnklinik betraut, da sie, anders als ihr Vorgänger Peter-Paul Kranz, als politisch unbelastet eingestuft war. Noch im selben Jahr musste sie die Klinikleitung allerdings wieder an Kranz abgeben und stand fortan nur noch der konservierenden Abteilung vor. Ende 1968 wurde Schug-Kösters emeritiert, nachdem sie ein entsprechendes Gesuch auf Bitten der Fakultät zwei Jahre lang aufgeschoben hatte.

## Wissenschaftliche Positionen
Schug-Kösters vertrat bereits früh die Ansicht, dass eine Entzündung im Zahn negativen Einfluss auf den Gesamtorganismus, insbesondere den Herzmuskel haben kann. In ihrer Fokalforschung zu dieser Problematik suchte sie vor allem nach Abbauprodukten von Aminosäuren im Zahnkanal.
Im Bereich der konservierenden Zahnheilkunde trat Schug-Kösters für die Etablierung der Kinderzahnheilkunde als eigenständiges Fach ein.

## Privatleben
Kösters war die Tochter eines Apothekers. Während des Studiums und zeitweise auch während des Zweiten Weltkriegs, als sie aus beruflichen Gründen von ihrem Ehemann getrennt lebte, teilte sie eine Wohnung mit einer Freundin. 1941 heiratete sie den Zahnarzt Anton Schug, ein Sohn wurde 1943 geboren. Die Ehe wurde 1950 geschieden, Schug-Kösters ehemaliger Ehemann verstarb Mitte der 1960er Jahre.

## Werke
Außer ihrer wissenschaftlichen Fachveröffentlichungen ist Schug-Kösters auch Verfasserin vierer Lehrbücher.
- Lehrbuch der Kavitätenpräparation – Einschliesslich der Abdrucktechnik für Inlays. Maudrich, Wien 1951
- Die Behandlung der Pulpa und des apikalen Parodontium, erstmals 1959; 5., überarbeitete Auflage herausgegeben von Werner Ketterl. Hüthig, Heidelberg 1981, ISBN 3-7785-0685-4
- Einführung in die Behandlung der marginalen Parodontopathien (mit Aloys Ring, Werner Ketterl und Christian Hepburn). Werk-Verlag Edmund Banaschewski, München 1963
- Karies und Füllmethoden (mit Werner Ketterl, Aloys Ring, H. Schach und H. Toepfer), erstmals 1964, 2. Auflage. Werk-Verlag Banaschewski, München 1971, ISBN 3-8040-0133-5